# Cynoglossus pottii
Cynoglossus pottii är en fiskart som beskrevs av Franz Steindachner 1902. Cynoglossus pottii ingår i släktet Cynoglossus och familjen Cynoglossidae. Inga underarter finns listade i Catalogue of Life.